# Ryan Gander
Ryan Gander, né en 1976 à Chester au Royaume-Uni, est un artiste plasticien contemporain britannique œuvrant dans le domaine de l'art conceptuel.

## Biographie
Ryan Gander a fait ses études à l'Université de Manchester, à la Académie royale des beaux-arts d'Amsterdam et à la Académie Jan van Eyck de Maastricht. Il a enseigné les arts visuels à l'université d'Huddersfield.

## Œuvres principales
- Loose Associations Lecture 1.1, 2002
- Loose Associations Lecture 2.1, 2003
- This Consequence, 2005
- A Future Lorem Ipsum, 2006
- Didactease Necklace, 2006
- My Family Before Me, 2006
- The Neon Series, several neon works, 2006–2011
- As it presents itself – Somewhere Vague, 2008
- A sheet of paper on which I was about to draw, as it slipped form my table and fell to the floor, 2008
- Degas Ballerina Series, several bronze sculptures, 2008–2011
- Man on a bridge - (A study of David Lange), 2008
- The New New Alphabet, 2008
- Associative Templates Series, #1 – #31, 2009
- The Happy Prince, 2010
- The book of ‘The Sitting’, 2009
- Ftt, Ft, Ftt, Ftt, Ffttt, Ftt, or somewhere between a modern representation of how a contemporary gesture came into being, an illustration of the physicality of an argument, 2010
- Ampersand, 2012

## Principales expositions individuelles
- Stedelijk Museum Bureau, Amsterdam (2003 et 2007)
- MUMOK, Vienne (2007)
- Wattis Institute for Contemporary Arts, San Francisco (2007)
- Ikon Gallery, Birmingham (2008)
- Solomon R. Guggenheim Museum, New York (2010)
- Haus Konstruktiv, Zurich (2010)
- Musée d’art contemporain Tamayo, Mexico (2012)
- Palais de Tokyo, Paris (2012)

## Prix et distinctions
- Pensionnaire de la villa Médicis à Rome (2003)
- Prix de l'ABN AMRO (2006)
- Prix d'art de Zurich (2009)
- Chevalier de l'Ordre de l'Empire britannique (2017)